# Pegomya longiseta
Pegomya longiseta är en tvåvingeart som först beskrevs av Karl 1943.  Pegomya longiseta ingår i släktet Pegomya och familjen blomsterflugor.
Artens utbredningsområde är Polen. Inga underarter finns listade i Catalogue of Life.